# 31. ročník udílení Cen Sdružení filmových a televizních herců
31. ročník udílení Cen Sdružení filmových a televizních herců, oceňující nejlepší filmové a televizní výkony za rok 2024, se uskutečnil dne 23. února 2025 ve Shrine Auditorium v Los Angeles. Poprvé byl ceremoniál živě vysílán na Netflixu. Ceremoniál moderovala Kristen Bellová, a to podruhé od 24. ročníku.
Dne 17. října 2024 bylo oznámeno, že ocenění za celoživotní přínos k filmografii získá herečka Jane Fondová.

## Vítězové a nominovaní
Vítěz je uveden jako první a je označen tučně.

### Film
| Nejlepší mužský herecký výkon v hlavní roli | Nejlepší ženský herecký výkon v hlavní roli |
| --- | --- |
| Timothée Chalamet jako Bob Dylan – Bob Dylan: Úplně neznámý - Adrien Brody jako László Tóth – Brutalista - Daniel Craig jako William Lee – Queer - Colman Domingo jako John „Divine G“ Whitfield – Sing Sing - Ralph Fiennes jako kardinál Thomas Lawrence – Konkláve | Demi Moore jako Elisabeth Sparkle – Substance - Pamela Anderson jako Shelly – The Last Showgirl - Cynthia Erivo jako Elphaba Thropp – Čarodějka - Karla Sofía Gascón jako Emilia Pérez – Emilia Pérez - Mikey Madison jako Anora „Ani“ Mikheeva – Anora  |
| Nejlepší mužský herecký výkon ve vedlejší roli | Nejlepší ženský herecký výkon ve vedlejší roli |
| Kieran Culkin jako Benji Kaplan – Opravdová bolest - Jonathan Bailey jako Fiyero – Čarodějka - Yura Borisov jako Igor – Anora - Edward Norton jako Pete Seeger – Bob Dylan: Úplně neznámý - Jeremy Strong jako Roy Cohn – The Apprentice: Příběh Trumpa | Zoe Saldaña jako Rita Mora Castro – Emilia Pérez - Monica Barbaro jako Joan Baez – Bob Dylan: Úplně neznámý - Jamie Lee Curtis jako Annette – The Last Showgirl - Danielle Deadwyler jako Berniece – Lekce piana - Ariana Grande jako Glinda – Čarodějka |
| Nejlepší obsazení ve filmu | |
| Konkláve – Sergio Castellitto, Ralph Fiennes, John Lithgow, Lucian Msamati, Isabella Rosselliniová a Stanley Tucci - Anora – Yura Borisov, Mark Eydelshteyn, Karren Karagulian, Mikey Madison, Aleksei Serebryakov a Vache Tovmasyan - Bob Dylan: Úplně neznámý – Monica Barbaro, Norbert Leo Butz, Timothée Chalamet, Elle Fanningová, Dan Fogler, Will Harrison, Eriko Hatsune, Boyd Holbrook, Scoot McNairy, Big Bill Morganfield a Edward Norton - Emilia Pérez – Karla Sofía Gascón, Selena Gomezová, Adriana Paz a Zoe Saldaña - Čarodějka – Jonathan Bailey, Marissa Bode, Peter Dinklage, Cynthia Erivo, Jeff Goldblum, Ariana Grande, Ethan Slater, Bowen Yang a Michelle Yeoh | |
| Nejlepší výkon kaskaderského souboru ve filmu | |
| Kaskadér - Deadpool & Wolverine - Duna: Část druhá - Gladiátor II - Čarodějka | |

### Televize
| Nejlepší mužský herecký výkon v seriálu (drama) | Nejlepší ženský herecký výkon v seriálu (drama) |
| --- | --- |
| Hirojuki Sanada jako lord Toranaga Jošii – Šógun - Tadanobu Asano jako Jabušige Kašiki – Šógun - Jeff Bridges jako Dan Chase – Starej chlap - Gary Oldman jako Jackson Lamb – Slow Horses - Eddie Redmayne jako Šakal – Den šakala | Anna Sawai jako Mariko Toda – Šógun - Kathy Batesová jako Madeline „Matty“ Matlock / Madeline Kingston – Matlock - Nicola Coughlanová jako Penelope Bridgerton – Bridgertonovi - Allison Janney jako Grace Penn – Diplomatické vztahy - Keri Russellová jako Katherine „Kate“ Wyler – Diplomatické vztahy                                 |
| Nejlepší mužský herecký výkon v seriálu (komedie) | Nejlepší ženský herecký výkon v seriálu (komedie) |
| Martin Short jako Oliver Putnam – Jen vraždy v budově - Adam Brody jako Noah Roklov – Tohle nikdo nechce - Ted Danson jako Charles Nieuwendyk – Stařík v utajení - Harrison Ford jako Dr. Paul Rhoades – Terapie pravdou - Jeremy Allen White jako Carmen „Carmy“ Berzatto – Medvěd | Jean Smartová jako Deborah Vance – Stále v kurzu - Kristen Bellová jako Joanne – Tohle nikdo nechce - Quinta Brunson jako Janine Teagues – Základka Willarda Abbotta - Liza Colón-Zayas jako Tina Marrero – Medvěd - Ayo Edebiri jako Sydney Adamu – Medvěd                                                                               |
| Nejlepší mužský herecký výkon v minisérii nebo TV filmu | Nejlepší ženský herecký výkon v minisérii nebo TV filmu |
| Colin Farrell jako Oswald „Oz“ Cobb / The Penguin – Tučňák - Javier Bardem jako José Menendez – Monstra: Příběh Lylea a Erika Menendezových - Richard Gadd jako Donny Dunn – Sobík - Kevin Kline jako Stephen Brigstocke – Dokonalý cizinec - Andrew Scott jako Tom Ripley – Ripley | Jessica Gunning jako Martha Scott – Sobík - Kathy Batesová jako Edith Wilson – The Great Lillian Hall - Cate Blanchettová jako Catherine Ravenscroft – Dokonalý cizinec - Jodie Fosterová jako Liz Danvers – Temný případ: Noční krajina - Lily Gladstone jako Cam Bentland – Pod mostem - Cristin Miliotiová jako Sofia Falcone – Tučňák |
| Nejlepší obsazení (drama) | |
| Šógun – Šin’nosuke Abe, Tadanobu Asano, Tommy Bastow, Takehiro Hira, Moeka Hoši, Hiromoto Ida, Cosmo Jarvis, Hiroto Kanai, Júki Kura, Takeši Kurokawa, Fumi Nikaido, Tokuma Nišioka, Hirojuki Sanada a Anna Sawai - Bridgertonovi – Geraldine Alexander, Victor Alli, Adjoa Andoh, Julie Andrewsová, Lorraine Ashbourne, Simone Ashleyová, Jonathan Bailey, Joe Barnes, Joanna Bobin, James Bryan, Harriet Cains, Bessie Carter, Genevieve Chenneour, Dominic Coleman, Nicola Coughlanová, Kitty Devlin, Hannah Dodd, Daniel Francis, Ruth Gemmell, Rosa Hesmondhalgh, Sesley Hope, Florence Hunt, Martins Imhangbe, Molly Jackson-Shaw, Claudia Jessie, Lorn Macdonald, Jessica Madsen, Emma Naomi, Hannah New, Luke Newton, Caleb Obediah, James Phoon, Vineeta Rishi, Golda Rosheuvel, Hugh Sachs, Banita Sandhu, Luke Thompson, Will Tilston, Polly Walker, Anna Wilson-Jones a Sophie Woolley - Den šakala – Khalid Abdalla, Jon Arias, Nick Blood, Úrsula Corberó, Charles Dance, Ben Hall, Chukwudi Iwuji, Patrick Kennedy, Puchi Lagarde, Lashana Lynch, Eleanor Matsuura, Jonjo O'Neill, Eddie Redmayne, Sule Rimi a Lia Williams - Diplomatické vztahy – Ali Ahn, Sandy Amon-Schwartz, Tim Delap, Penny Downie, Ato Essandoh, David Gyasi, Celia Imrie, Rory Kinnear, Pearl Mackie, Nana Mensah, Graham Miller, Keri Russellová, Rufus Sewell, Adam Silver a Kenichiro Thomson - Slow Horses – Ruth Bradley, Tom Brooke, James Callis, Christopher Chung, Aimee-Ffion Edwards, Rosalind Eleazar, Sean Gilder, Kadiff Kirwan, Jack Lowden, Gary Oldman, Jonathan Pryce, Saskia Reeves, Joanna Scanlan, Kristin Scott Thomas, Hugo Weaving, Naomi Wirthner a Tom Wozniczka | |
| Nejlepší obsazení (komedie) | |
| Jen vraždy v budově – Michael Cyril Creighton, Zach Galifianakis, Selena Gomezová, Richard Kind, Eugene Levy, Eva Longoria, Steve Martin, Kumail Nanjiani, Molly Shannon a Martin Short - Základka Willarda Abbotta – Quinta Brunson, William Stanford Davis, Janelle James, Chris Perfetti, Sheryl Lee Ralph, Lisa Ann Walter a Tyler James Williams - Medvěd – Lionel Boyce, Liza Colón-Zayas, Ayo Edebiri, Abby Elliott, Edwin Lee Gibson, Corey Hendrix, Matty Matheson, Ebon Moss-Bachrach, Ricky Staffieri a Jeremy Allen White - Stále v kurzu – Rose Abdoo, Carl Clemons-Hopkins, Paul W. Downs, Hannah Einbinder, Mark Indelicato, Jean Smartová a Megan Stalter - Terapie pravdou – Harrison Ford, Brett Goldstein, Devin Kawaoka, Gavin Lewis, Wendie Malick, Lukita Maxwell, Ted McGinley, Christa Miller, Jason Segel, Rachel Stubington, Luke Tennie, Michael Urie a Jessica Williams | |
| Nejlepší výkon kaskaderského souboru | |
| Šógun - Banda - Fallout - Rod draka - Tučňák | |